# 郭皇后 (劉鈞)
郭皇后（10世纪？—968年），北汉睿宗刘钧的皇后。
刘钧没有儿子，收养外甥刘继恩（刘钧妹夫薛钊之子，后来的北汉少主）和刘继元（继恩之弟）为养子，以郭皇后作为养母。郭皇后和刘继元的妻子段氏有矛盾，段氏病死后，刘继元怀疑妻子是被郭皇后所杀。天会十二年（968年），刘继元即位，为北汉英武帝。刘继元派范超缢杀郭皇后，并屠杀刘氏宗室，世祖刘旻之子皆被其所杀。